# Звезда от Вергина
Звездата от Вергина или Звездата от Кутлеш (среща се и като Слънцето от Вергина/Кутлеш, на гръцки: Ήλιος της Βεργίνας, Илиос тис Вергинас; на македонска литературна норма: Ѕвездата од Кутлеш, Сонцето од Кутлеш) е символ, който представлява стилизирана звезда с шестнадесет лъча. Открита е при археологически разкопки в околностите на село Вергина, Северна Гърция, изобразена върху златния ларнакс, намерен от проф. Манолис Андроникос през 1977 в царска гробница от времето на Древна Македония.
Проф. Андроникос разчита символа като звезда, като преливаща звезда или като преливащо слънце. Той предполага, че ларнаксът се появява по времето на Филип II Македонски, бащата на Александър Велики, макар че други историци предполагат, че гробницата всъщност принадлежи на по-късен македонски владетел Филип III Аридей. Златният ларнакс е изложен в археологическия музей на Вергина, много близо до мястото, където е намерен. Друга версия на Звездата от Вергина, с 12 лъчи, е намерена изобразена върху ларнакса на Олимпия.

## Интерпретации на Звездата от Вергина
Значението на Звездата от Вергина е неясно. Археолозите не са единни в това дали звездата е символ на Древна Македония, на Филиповата Аридейска династия, дали е религиозен символ, или просто е декоративен елемент. Проф. Андроникос нееднократно я интерпретира като „емблема на Македонската династия“, макар че Юджийн Борза посочва, че звездата е широко използвана в античното македонско изкуство. Осемлъчевата звезда често се среща върху античните македонски монети и щитове от този период. Точната конфигурация на Звездата от Вергина (лъчи или други подобни ленти, изобразени около окръжност, представляваща преливаща звезда) не е откривана преди археолозите да намерят тази във Вергина, чиято конфигурация се смята за най-точната. Има образци с осем и дванадесет лъча. Според Джон Пол Адамс звездата е отдавна установен декоративен елемент в античното гръцко и близкоизточно изкуство. Това опровергава мнението, че звездата от Вергина е изключителен „царски“ или „национален македонски символ“.

## Спор за знамето
След откриването на златния ларнакс (кутия), много от гърците започват да възприемат звездата от Вергина като символ на приемствеността на античната македонска култура и съвременна Гърция. Днес символът е широко разпространен в Гърция. Звездата от Вергина на синьо поле обикновено е използвана като държавна емблема на три периферии, префектури и общини в региона Егейска Македония. Синьото знаме със Звездата от Вергина по този начин се появява през 80-те години на XX век.
Същият символ е заимстван и от голямата македонска диаспора, а по късно след разпадането на Югославия, независима Република Македония поставя Звездата от Вергина на новото си знаме.
Звездата от Вергина става причината за полемика вътре в самата Република Македония и в отношенията ѝ със съседна Гърция. Значителното албанско малцинство не одобрява новото знаме на страната, тъй като го смята за приспособен етнически символ на славянското мнозинство в Македония, който не е подходящ за една мултиетническа държава. В Гърция се разразяват яростни протести. Гръцкото правителство и мнозинството от гърците смятат, че това е незаконно присвояване на чисто елински символ и предявяване на претенции към наследството на Филип II Македонски. През юли 1995 говорителят на гръцкото външно министерство излиза със заявление, че: „гръцкият символ е откраднат“. Националисти от двете страни свързват Звездата от Вергина с по-ранната Витлеемска звезда и изказват аргументи, че техните народи използват този символ в продължение на хилядолетия.
Въпреки че македонското правителство опровергава всички по-нататъшни мотиви, знамето се превръща в основен проблем и обект на широкообхватни политически дискусии между двете страни в началото на 90-те години на XX век. Гръцките протести създават препятствия и успяват да забранят използването му в редица международни организации, включително в Обединените нации, на Олимпийските игри и в официалните представителства на Република Македония в Съединените щати и Австралия.
В резултат на разразилия се спор със съседна Република Македония, Звездата от Вергина започва да бива поставяна върху много нови публични и обществени места и учреждения. Античният символ е поставян и върху гръцките монети от 100 драхми през 1992 г. и се появява върху полицейските униформени знаци на полицията в Атина. Гръцката телевизия Македония сменя логото си като замества буквата омикрон със Звездата от Вергина, банка Македония и Тракия по същия начин сменя своето лого, както и някои гръцки военни единици. През февруари 1993 г. гръцкият парламент приема декларация, с която обявява Звездата от Вергина за официален национален символ. През юли 1995 г., Гърция заема позиция с искане към Световната организация за интелектуална собственост (WIPO) за притежание на изключителни права върху Звездата от Вергина.
Спорът частично е разрешен през октомври 1995 г. след компромис, прокаран с посредничеството на Обединените нации. Символът е премахнат от знамето на Република Македония, като част от споразумението предвижда установяването на дипломатически и икономически отношения между двете страни. Звездата от Вергина е заместена от стилизирано осемлъчево слънце (звезда). Според македонските историци това слънце е аналог на Звездата от Вергина и е намерено върху дялан камък, датиращ от бронзовата епоха, след археологически разкопки близо до град Кратово и представлява истинският символ на античното македонско изкуство. Още един факт, подкрепящ новия дизайн на македонското знаме, станало обект на бурни спорове вътре в страната и добило прозвището вентилаторът е, че подобен осемлъчев символ използват и власите, и арумъните, живеещи в Република Македония, като с това новото знаме става общонационален символ.